# Clan Uchiwa
 (mai 2023).
- Si vous ne connaissez pas le sujet, laissez ce bandeau (vous pouvez alors contacter les auteurs).
- Si vous supprimez le contenu mis en cause (vous pouvez préalablement contacter les auteurs),

argumentez précisément cette suppression dans la page de discussion
(un manque de référence n'est pas un argument ; une recherche réelle de référence doit avoir été effectuée, être formellement documentée).
 (mai 2023).

Symbole du clan Uchiwa.

Le clan Uchiwa (うちは一族, Uchiha Ichizoku) est un clan de ninjas de fiction dans le manga et l'anime Naruto. Les Uchiwa sont considérés comme un des clans les plus puissants de Konoha, ayant pour seul rival le Clan Senjû de la Forêt. 
Le clan Uchiwa, dans la série Naruto et ses suivantes Boruto : Naruto next generation puis  Boruto : Two Blue Vortex, est connu pour ses membres possédant le sharingan, un pouvoir héréditaire qui leur donne la maîtrise des pupilles. Ce puissant dōjutsu (« technique d’œil » ou « art d'utiliser les pupilles ») leur permet d'accéder à une vision translucide et à des techniques de combat particulières et exceptionnelles manipulant la perception du réel par leurs adversaires, ainsi que de dévoiler et d'imiter leurs techniques de combat. 
Le clan Uchiwa a été décimé en une soirée par deux de ses propres membres : Itachi Uchiwa et Obito Uchiwa.

## Origine et sens du nom
Le kanji うちは (Uchiha), qui porte le nom japonais du clan, ressemble au mot japonais uchiwa, qui désigne un éventail bicolore rouge et blanc qui est repris comme symbole de la famille et exprime ses liens de parenté, comme une bannière, un emblème ou un blason (en armoirie héraldique japonaise). 
De plus, l'éventail peut être utilisé pour souffler sur le feu, l'attiser et ainsi augmenter sa température, ce qui explique que le kanji symbolise également la maîtrise des membres de la famille dans l'utilisation du ninjutsu du feu, également traduit par « uchiwa ».
Il y a donc un jeu de mots entre le nom du clan et son emblème, qui superpose deux mots quasi-homophones en japonais, et regroupe les connotations et dénotations des deux acceptions. 
Le Clan Uchiwa descend d' Indra Otsutsuki le fils ainé du sage des dix Chemins.    Durant l'époque De Goku où les clans étaient des mercenaires, le Clan Uchiwa était constamment en guerre contre le Clan Senju. À cette époque, Madara Uchiwa et son frère cadet Izuna Uchiwa éveillent leur Mangekyo Sharingan un exploit rarissime.  Madara devient le chef du clan. Après la mort de son frère des mains de Tobirama, Madara décide de faire une trêve. Il s'allie avec le Clan Senju et Konoha naît de cette alliance.  Après que Hashirama fut choisi comme 1er Hokage, Madara trouva alors que le clan était éloigné des affaires du village et appela à la révolte. Mais il fut ignoré et quitta le village.  Finalement Madara mourir au combat contre son ami de toujours Hashirama Senju dans la vallée de la fin. Tobirama fonda le département de police et le confia au Clan Uchiwa.  Certains membres du clan trouvaient que c'était un moyen de les éloigner des affaires du village.   Après l'attaque de Kyubi, le Clan Uchiwa est placé dans un quartier éloigné du reste de la communauté.  Avec leur chef Fugaku, ils décident de former un coup d'état afin de prendre la tête du village. Fugaku place alors son fils aîné Itachi comme espion des hauts dignitaires du village. Ce dernier se  retourna contre eux. Sous ordre de Danzo, Itachi massacre le clan avec l'aide d'Obito Uchiwa. Il aisse seulement en vie que son frère cadet Sasuke. Itachi, Obito et Sasuke sont les trois seuls membres du clan encore à vie après le déroulement du massacre.     
Sasuke parvient enfin à venger son clan après la mort d'Itachi dans leur combat.  

## Membres du clan Uchiwa

### Fugaku Uchiwa
Fugaku Uchiwa (うちはフガク, Uchiha Fugaku) fut capitaine des forces de police de Konoha. Il a été tué par Itachi en même temps que le reste du clan. Il est le père de Sasuke et Itachi Uchiwa, et le mari de Mikoto Uchiwa.

### Inabi Uchiwa
Inabi Uchiwa (うちはイナビ, Uchiha Inabi) était un des membres de la police de Konoha. Il faisait partie des personnages chargés d'interroger Itachi à propos de la mort de Shisui. Il a été tué par Itachi en même temps que le reste du clan uchiha.

### Itachi Uchiwa
Itachi Uchiwa (うちはテヤキ, Uchiha Itachi) était un membre du clan Uchiwa, et le frère aîné de Sasuke Uchiwa, avec qui il tient une relation particulière et très forte.
Sasuke s'adresse à lui en utilisant le mot « Grand frère » (おじさん, oji-san), qui peut cependant indiquer une marque de respect sans liens de parenté particuliers.
Il a été emporté par sa maladie lors d'un combat au repaire des Uchiwa contre Sasuke.
Il a notamment tué toute sa famille et son clan.

### Izumi Uchiwa
Izumi Uchiwa (うちはイズミ, Uchiha Izumi) est une kunoichi et une amie d'enfance d'Itachi. Elle n'apparaît que dans l'arc hors-série Histoire d'Itachi : Ombre et lumière des Uchiwa et dans le roman Itachi Shinden Kōmyō-hen (イタチ真伝 光明篇).

### Izuna Uchiwa
Izuna Uchiwa (うちはイズナ, Uchiha Izuna) est le frère cadet de Madara.
Izuna apparaît brièvement dans quelques flashbacks : lors du combat entre Sasuke et Itachi lorsque ce dernier veut faire croire à son frère cadet qu’il va lui voler les yeux parce que c’est le destin des Uchiwa, ou lorsque Tobi raconte à Sasuke l'histoire de Konoha et d’Itachi.

### Kagami Uchiwa
Kagami Uchiwa (うちはカガミ, Uchiha Kagami) était un des coéquipiers de Danzô Shimura dans l‘équipe de Tobirama Senju. Il est un ascendant de Shisui.
On découvre son existence lors d'un flash-back de la vie de Danzô, puis on apprend par la suite de la bouche de Tobirama qu’il faisait partie, comme Itachi et Shisui, des quelques Uchiwa faisant passer la paix, la protection et la survie du village de Konoha avant les intérêts de leur clan ou avant leur propre vie.

### Madara Uchiwa
Madara Uchiwa (うちは マダラ, Uchiha Madara) est l'ancien leader du clan Uchiwa du temps de la fondation de Konoha. Il était l'ami d'enfance de Hashirama Senju.

### Mikoto Uchiwa
Mikoto Uchiwa (うちはミコト, Uchiha Mikoto) est la mère de Sasuke et d'Itachi, et l'épouse de Fugaku. Sasuke en était très proche. Elle est tuée par Itachi en même temps que son époux et le reste du clan. Elle était amie avec la mère de Naruto, Kushina Uzumaki et espérait que son fils de neuf mois, Sasuke, deviendrait un jour ami avec celui à naître prochainement de Kushina.

### Obito/Tobi Uchiwa

Bague de Tobi. Cette bague appartenait autrefois à Sasori, le puissant ninja du village caché de Suna, spécialiste de la création et manipulation des marionnettes de combat, qui rejoindra l'organisation secrète ennemie de Konoha : Akatsuki. Tobi a récupéré cette bague après la mort de Sasori.

Obito Uchiwa (うちはオビト, Uchiha Obito) est l'un des principaux antagonistes du manga Naruto. Il apparaît dans le manga sous l'identité de Tobi (トビ, Tobi) un membre d'Akatsuki portant constamment un masque orange au motif spiralé percé d'un trou à l'œil droit. Il était autrefois du village caché de Konoha et faisait partie de l'équipe de Minato dont Kakashi Hatake et Lin Nohara étaient membres, sous la direction de Minato Namikaze.

### Sakura Haruno
Sakura Haruno (春野サクラ) est présentée dans Boruto: Naruto Next Generations comme la docteure Sakura Uchiwa (うちはサクラ), à la suite de son mariage avec Sasuke Uchiwa.

### Sarada Uchiwa
Sarada Uchiwa (うちはサラダ, Uchiha Sarada) est la fille de Sasuke et Sakura ; vue dans l'épilogue, le spin-off Naruto Gaiden et Boruto : Naruto, le film, elle est étudiante à l'académie.
C'est l'un des principaux personnages du spin-off Naruto Gaiden, où elle accompagne Naruto, devenu 7e Hokage, afin de rencontrer son père.
Plus tard, elle devient genin et forme une équipe avec ses camarades, Boruto Uzumaki, et Mitsuki, sous la supervision de Konohamaru. Elle est l'un des personnages centraux des deux séries suivantes : Boruto Naruto next générations (« Naruto, générations suivantes »), et Boruto Two Blue Vortex (« Deux tourbillons bleus »).

### Sasuke Uchiwa
Sasuke Uchiwa (うちは サスケ, Uchiha Sasuke) est un des personnages principaux du manga. Seul survivant du massacre de son clan par Itachi et Tobi, il forme au début du manga l’équipe 7 avec Naruto Uzumaki et de Sakura Haruno, sous les ordres de Kakashi Hatake, mais finit par déserter le village pour rejoindre Orochimaru afin d'acquérir auprès de lui des techniques secrètes ou interdites afin de devenir plus fort. Ayant formé sa propre équipe (Hebi, devenue Taka) afin de se venger de son frère, puis de Konoha, il devient un des antagonistes principaux (et l'ennemi de Naruto) dans la seconde partie du manga. 
Plus tard, enfin dessillé et ayant compris les dessous de la tragédie qui a décimé sa famille et son clan, il se ralliera au village caché de Konoha et le défendra au cours de la 4e grande guerre ninja, aux côtés de Naruto, Tsunade, Kakashi, Gaï, Neji et Sakura. Ainsi qu'avec Itachi lui-même qui a été temporairement ressuscité pour l'occasion : Itachi et Sasuke ont alors pu s'expliquer. 
Puis, à l'issue d'une ultime confrontation épique avec Naruto, à la fois l'ami et le rival depuis toujours de Sasuke (les deux étant à la fin soignés par Sakura), ils redeviendront amis pour toujours. Et Sasuke soutiendra Naruto devenu le Septième Hokage dans sa lourde tâche. Par la suite Sasuke épousera Sakura et ils auront pour fille Sarada Uchiwa, amie et coéquipière de Boruto le fils aîné de Naruto avec Hinata.

### Shisui Uchiwa
Shisui Uchiwa (うちはシスイ, Uchiha Shisui), surnommé « Le Mirage (瞬身, Shunshin) », est un utilisateur du « Kaléidoscope hypnotique du Sharingan », qu'il a obtenu à l'âge de 8 ans et qui est considéré comme un des plus puissants du clan Uchiwa. Il est le descendant de #Kagami Uchiwa, et le meilleur ami d’Itachi.

### Tajima Uchiwa
Tajima Uchiwa (うちは タジマ, Uchiha Tajima) est le père de Madara et Izuna.
Lorsqu’il découvre que son fils Madara s’est lié d’amitié avec un jeune garçon du clan ennemi, Hashirama Senju, il tente de le forcer à devenir un espion, mais il est confronté au père de Hashirama, Butsuma, qui a eu la même idée que lui.

### Tekka Uchiwa
Tekka Uchiwa (うちはテッカ, Uchiha Tekka) était un des membres de la police de Konoha qui interrogea Itachi à propos de l'apparent suicide de Shisui. Il a été tué par Itachi peu de temps avant le reste du clan.

### Uruchi Uchiwa
Uruchi Uchiwa (うちはウルチ, Uchiha Uruchi) est une membre du clan Uchiwa, et la femme de Teyaki Uchiwa ; ensemble, ils tiennent une boutique de senbei dans le quartier des Uchiwa.
Sasuke s'adresse à elle en utilisant le mot « tante » (おばさん, oba-san), qui peut cependant indiquer une marque de respect sans liens de parenté particuliers.
Elle est tuée par Itachi en même temps que le reste du clan.

### Yashiro Uchiwa
Yashiro Uchiwa (うちはヤシロ, Uchiha Yashiro) était un des membres de la police de Konoha qui interrogea Itachi à propos de l'apparent suicide de Shisui. Il a été tué par Itachi en même temps que le reste du clan.